# Minas (Kuba)
Minas – miasto na Kubie, w prowincji Camagüey. W 2004 r. miasto to zamieszkiwało 38 517 osób.